# Neuseeländische Cricket-Nationalmannschaft in Südafrika in der Saison 2016
Die Tour der neuseeländischen Cricket-Nationalmannschaft nach Südafrika in der Saison 2016 fand vom 19. bis zum 31. August 2016 statt. Die internationale Cricket-Tour war Bestandteil der Internationalen Cricket-Saison 2016 und umfasste zwei Tests. Südafrika gewann die Serie mit 1–0.

## Vorgeschichte
Südafrika spielte zuvor ein Drei-Nationen-Turnier, Neuseeland eine Tour in Simbabwe. Das letzte Aufeinandertreffen der beiden Mannschaften bei einer Tour fand in der Saison 2015 in Südafrika statt.

## Stadien
Die folgenden Stadien wurden als Austragungsort ausgewählt.
| Stadion                  | Stadt     | Kapazität | Spiele  |
| ------------------------ | --------- | --------- | ------- |
| Centurion Park           | Centurion | 22.000    | 2. Test |
| Sahara Stadium Kingsmead | Durban    | 25.000    | 1. Test |

## Kaderlisten
Neuseeland benannte seinen Kader am 9. Juni 2016.
Neuseeland benannte seinen Kader am 2. August 2016.
| Test | Test |
| Südafrika | Neuseeland |
| --- | --- |
| - Faf du Plessis (K) - Kyle Abbott - Hashim Amla - Temba Bavuma - Stephen Cook - Quinton de Kock (wk) - JP Duminy - Dean Elgar - Chris Morris - Wayne Parnell - Vernon Philander - Dane Piedt - Kagiso Rabada - Dale Steyn - Stiaan van Zyl | - Kane Williamson (K) - Trent Boult - Doug Bracewell - Mark Craig - Martin Guptill - Matt Henry - Tom Latham - Henry Nicholls - Luke Ronchi - Jeet Raval - Mitchell Santner - Ish Sodhi - Tim Southee - Ross Taylor - Neil Wagner - BJ Watling (wk) |

## Tests

### Erster Test in Durban
| 19. – 23. August Scorecard | Durban | Südafrika 263 (87.4) | – | Neuseeland 15-2 (12) |
|                            |        | Remis                |   |                      |

Nur sieben Wochen vor dem Test wurde die Grasfläche im Stadion ausgetauscht. Starke Regenfälle seitdem sorgten für zu geringes Graswachstum auf der Spielfläche. Als während des Spiels erneut starke Regenfälle auftraten war der Untergrund nicht in der Lage diese in der verbliebenen Spielzeit aufzunehmen und ein sicheres Spiel zu gewährleisten.

### Zweiter Test in Durban
| 27. – 30. August Scorecard | Centurion | Südafrika 481-8d (154) & 132-7d (47) | – | Neuseeland 214 (58.3) & 195 (58.2) |
|                            |           | Südafrika gewinnt mit 204 Runs       |   |                                    |